# Estádio Corregidora de Querétaro
Estadio Corregidora de Querétaro é um estádio na cidade de Querétaro, México. Nomeado para a heroína da Guerra da Independência Mexicana Josefa "La Corregidora" Ortiz de Domínguez, tem capacidade para 33.162 espectadores e está localizado nos arredores da cidade de Querétaro, 211 km (131 mi) ao norte da Cidade do México. O local é usado principalmente para jogos de futebol como a casa do Querétaro FC. Também é usado para shows, hospedando estrelas pop internacionalmente conhecidas como Rod Stewart, Miguel Bosé e Shakira, entre outros.
Seu design permite a saída segura de todos os espectadores, mesmo cheios, em menos de sete minutos. É um dos maiores estádios de futebol do México, depois do Estádio Azteca, Estádio Olímpico Universitário, Estádio Azul (todos na Cidade do México), Estádio Cuauhtémoc em Puebla, Estádio BBVA Bancomer na grande Monterrey e Estádio Jalisco em Guadalajara.
Construído em 1985 em uma colaboração entre parceiros mexicanos e europeus, o Estádio Corregidora serviu de palco para a Copa do Mundo da FIFA sediada no ano seguinte pelo México. Durante o torneio Clausura 2022, o estádio foi palco de tumultos de torcedores durante e após uma partida que foi suspensa, deixando ao menos 15 mortos no local.

## Competições internacionais
- Copa do Mundo FIFA de 1986
- Copa do Mundo Sub-17 de 2011

## Copa do Mundo FIFA de 1986
| 4 de junho de 1986 | Uruguai              | 1 - 1     | Alemanha Ocidental | México                          |  |
| 12:00              | Antonio Alzamendi 4' | Relatório | 84' Klaus Allofs   | Estádio: Estádio da Corregidora |  |

| 8 de junho de 1986 | Alemanha Ocidental                  | 2 - 1     | Escócia             | México                          |  |
| 12:00              | Rudi Voeller 22' · Klaus Allofs 50' | Relatório | 18' Gordon Strachan | Estádio: Estádio da Corregidora |  |

| 13 de junho de 1986 | Dinamarca                                | 2 - 0     | Alemanha Ocidental | México                          |  |
| 12:00               | Jasper Olsen 43' (P.) · John Eriksen 62' | Relatório |                    | Estádio: Estádio da Corregidora |  |

| 18 de junho de 1986 | Dinamarca             | 1 - 5     | Espanha                                                           | México                          |  |
| 16:00               | Jasper Olsen 33' (P.) | Relatório | 43, 57, 80, 89 P.' Emilio Butragueno · Andoni Goikoetxea 68' (P.) | Estádio: Estádio da Corregidora |  |

## Distúrbios do Estádio Corregidora em 2022
Em 5 de março de 2022, o Querétaro FC, da Liga MX, recebeu o Atlas FC em La Corregidora para a 9ª rodada do torneio Clausura 2022. Aos 63 minutos, brigas entre torcedores de ambas as equipes eclodiram nas arquibancadas do estádio. A partida foi interrompida imediatamente e os jogadores das equipes retornaram aos seus respectivos vestiários. Os escassos elementos de segurança do estádio não conseguiram controlar a situação e abriram as saídas do estádio para permitir que os espectadores escapassem da violência, que se alastrara ao relvado.
Devido aos acontecimentos em desenvolvimento no estádio, a partida foi suspensa pelo árbitro principal, com o placar em Querétaro 0 - 1 Atlas. O presidente da Liga MX, Mikel Arriola, afirmou que "os responsáveis pela falta de segurança no estádio serão punidos de forma exemplar". A liga anunciou que o restante do segundo tempo da partida seria disputado em uma data futura.